# Mac Colville
Matthew „Mac“ Colville (* 8. Januar 1916 in Edmonton, Alberta; † 27. Mai 2003 in Calgary, Alberta) war ein kanadischer Eishockeyspieler und -trainer, der in seiner aktiven Zeit von 1930 bis 1951 unter anderem für die New York Rangers in der National Hockey League gespielt hat. Sein Bruder Neil war ebenfalls ein professioneller Eishockeyspieler.

## Karriere

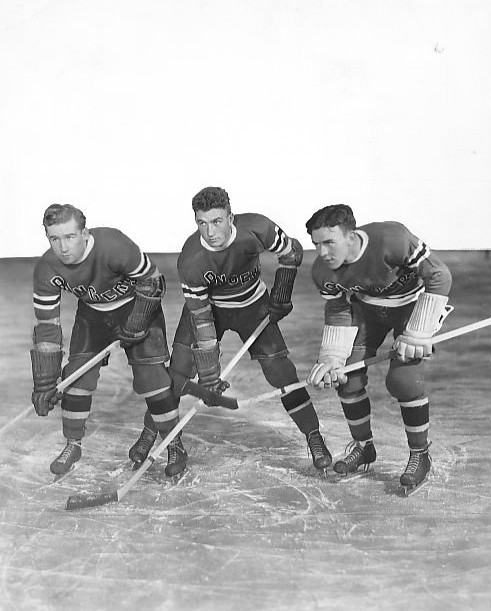
V. l. n. r. Mac Colville, Neil Colville und Alex Shibicky (1938)

Mac Colville begann seine Karriere als Eishockeyspieler in seiner Heimatstadt, in der er zwischen 1930 und 1934 für die Amateurmannschaften Poolers, Y's Men und Athletic Club spielte. Nachdem er die Saison 1934/35 bei den New York Crescents verbracht hatte, schloss sich der Verteidiger zur folgenden Spielzeit den Philadelphia Ramblers aus der Canadian-American Hockey League an, mit denen er auf Anhieb den Meistertitel der Liga gewann. In der Saison 1935/36 gab er zudem sein Debüt für die New York Rangers aus der National Hockey League, bei denen er in der Folgezeit Stammspieler wurde. Sein größter Erfolg mit den Rangers, bei denen er zusammen mit seinem Bruder Neil spielte, war der Gewinn des Stanley Cups in der Saison 1939/40.
Von 1942 bis 1943 diente Colville während des Zweiten Weltkriegs in der kanadischen Armee und war in Ottawa stationiert. Mit den dort ansässigen Ottawa Commandos gewann er 1943 die kanadische Amateurmeisterschaft, den Allan Cup. Die Saison 1943/44 verbrachte er bei den Red Deer Wheelers. Nachdem er von 1945 bis 1947 erneut für die New York Rangers in der NHL gespielt hatte, wechselte er für eine Spielzeit zu den Vancouver Canucks aus der Pacific Coast Hockey League. Von 1948 bis 1950 war er Cheftrainer bei seinem Ex-Klub New Haven Ramblers in der AHL. Anschließend spielte er noch einmal in der Saison 1950/51 für die Edmonton Flyers aus der Western Canada Senior Hockey League. Anschließend beendete er seine Karriere im Alter von 35 Jahren.

## Erfolge und Auszeichnungen
- 1935 EAHL First All-Star Team
- 1936 CAHL-Meisterschaft mit den Philadelphia Ramblers
- 1940 Stanley-Cup-Sieger mit den New York Rangers
- 1943 Allan-Cup-Sieger mit den Ottawa Commandos